# Cat Fanciers' Association
Cat Fanciers' Association (CFA) é uma organização para gatos criada nos Estados Unidos em 1906. A CFA é atualmente o maior registro mundial de gatos de pedigree e conhecida como a associação de registro de gatos de pedigree mais prestigiada na América do Norte. Originalmente sediada em Manasquan, Nova Jersey, a CFA mudou-se para a Alliance, Ohio, em 2010. A missão declarada da associação é preservar e promover raças de gatos, ao mesmo tempo que aumenta o bem-estar de todos os gatos. Os primeiros shows de gato licenciados pela CFA foram realizados em Buffalo, Nova York, e Detroit, Michigan, em 1906. A associação hoje tem uma presença conhecida na Europa, China e Japão, juntamente com sua atividade bem estabelecida nos Estados Unidos e no Canadá.